# Bridieren

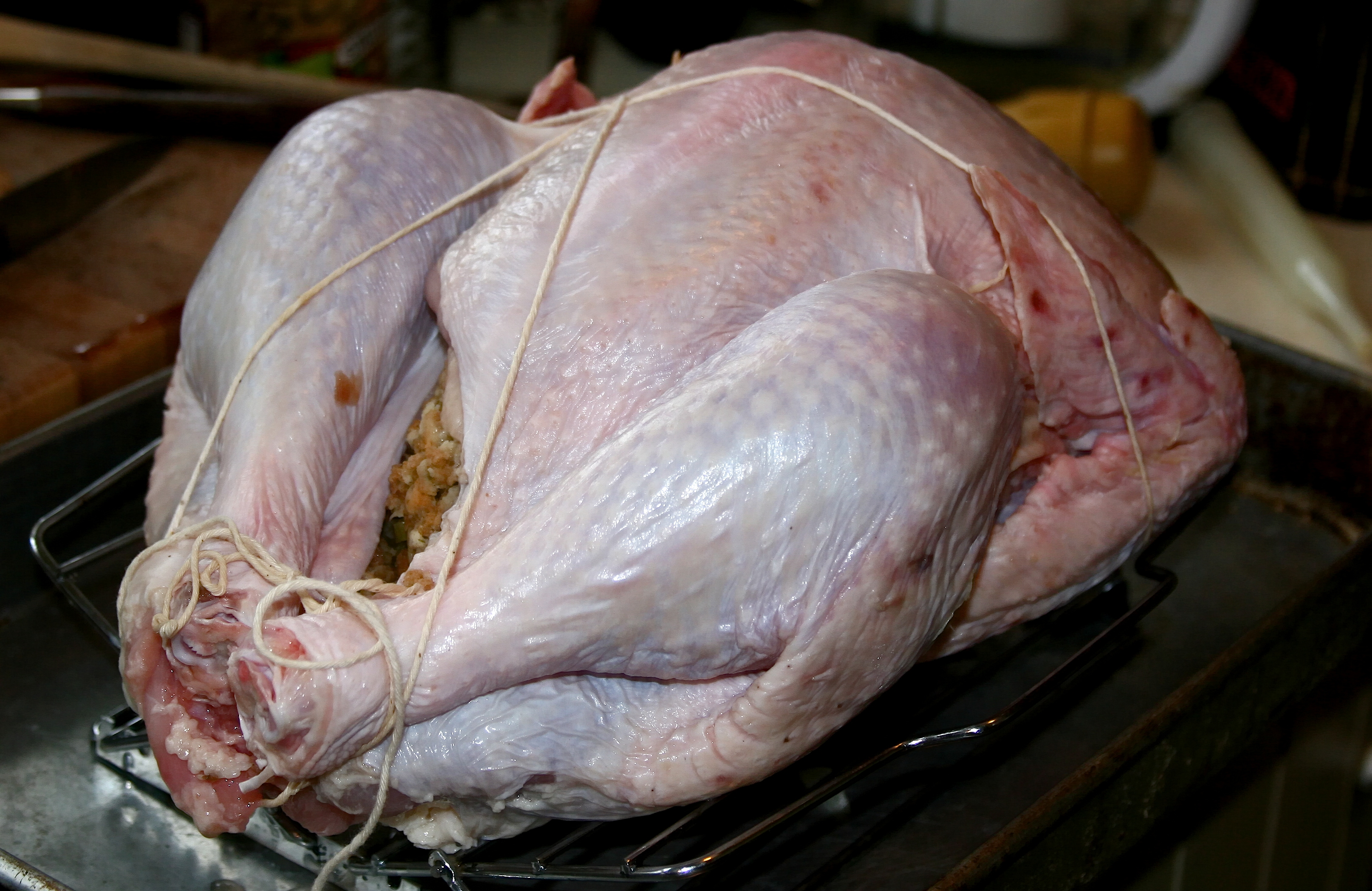
Gefüllter und mit Hilfe von Küchengarn bridierter Truthahn

Als Bridieren (frz. brider zäumen, zügeln) bezeichnet man das Formen von Fisch und Fleisch, vor allem Geflügel,  mit Hilfe von Küchengarn, Klammern (wie z. B. Rouladenklammern), Nadeln und Spießchen aus Metall (wie z. B. Rouladennadeln) oder Holz (wie z. B. Holzspießchen oder auch Zahnstochern).
Das Bridieren wird vor der Zubereitung durchgeführt. Bei Geflügel bindet man die Flügel und Keulen am Corpus fest, damit die Extremitäten bei der Zubereitung (Braten, Grillen) dieselbe Garzeit haben. Andere Formen wie Lammkrone oder Fischringe werden für Schaustücke besonders hergerichtet. Die Hilfsmittel werden vor dem Servieren entfernt.